# Nazarin
Nazarin – meksykański dramat filmowy z 1959 roku w reżyserii Luisa Buñuela, zrealizowany na podstawie książki Benita Péreza Galdósa. Obraz otrzymał Nagrodę Międzynarodową na 12. MFF w Cannes. Zdjęcia kręcono w miejscowości Jonacatepec w meksykańskim stanie Morelos.
W roku 1995, z okazji stulecia narodzin kina, film znalazł się na watykańskiej liście 45 filmów fabularnych, które propagują szczególne wartości religijne, moralne lub artystyczne.

## Obsada
- Francisco Rabal – ojciec Nazario
- Rita Macedo – prostytutka Andara
- Marga López – Beatriz
- Noé Murayama – Pinto, jej kochanek
- Ofelia Guilmáin – Chanfa, gospodyni
- Aurora Molina – prostytutka Carmela
- Rosenda Monteros – prostytutka Prieta
- Jesús Fernández – karzeł Hugo (Ujito)
- Edmundo Barbero – ksiądz Angel
- Ignacio Peón –  ksiądz z kurii
- Arturo Castro – pułkownik
- Ignacio López Tarso – złodziej kościelny
- Luis Aceves Castañeda – ojcobójca
- Victorio Blanco – stary więzień
- Raúl Dantés – sierżant z eskorty